# Provincia Oriental (Ruanda)
La Provincia Oriental (la Provincia de l'Est) es una de las cinco provincias de Ruanda. Esta fue creada a principios de enero de 2006 como parte de un programa de descentralización del gobierno que reorganizó las estructuras de administración local del país. La Provincia del Este comprende las antiguas provincias de Kibungo y Umutara, la mayor parte de Kigali Rural, y la parte de Byumba. Esta tiene siete distritos: Bugesera, Gatsibo, Kayonza, Kibungo, Kirehe, Nyagatare y Rwamagana. La capital de Provincia del Este es Rwamagana.
- Datos: Q853152
- Multimedia: East Province, Rwanda / Q853152